# A Real Live One
A Real Live One ist das zweite Livealbum der britischen Heavy-Metal-Band Iron Maiden. Das Album wurde am 22. März 1993 via EMI veröffentlicht.

## Hintergrund
Das Album enthält kein komplettes Konzert. Die auf A Real Live One vertretenen elf Lieder wurden bei neun verschiedenen Konzerten der Fear-Of-The-Dark-World-Tour in Europa aufgenommen. Zum Konzept des Albums gehörte es, dass nur Lieder nach 1986 in das Album integriert wurden. Der Zeitpunkt wurde so gewählt, weil 1985 das erste Livealbum Live After Death der Gruppe erschienen ist. Auf dieser Veröffentlichung stammen die Lieder daher von den Alben Somewhere in Time, Seventh Son of a Seventh Son, No Prayer for the Dying und Fear of the Dark. Es gab also keine Überschneidungen zum ersten Livealbum. Im gleichen Jahr wurde A Real Dead One veröffentlicht, welches nur Lieder enthielt, die aus der Phase vor 1986 stammten.
Das Coverartwork wurde von Derek Riggs entworfen.
1998 wurde A Real Live One zusammen mit A Real Dead One als Doppelalbum unter dem Titel A Real Live Dead One wiederveröffentlicht.
Das Album erreichte Platz 25 der Charts in Deutschland. In England kam es in die Top 10 und belegte den dritten Platz.

## Titelliste
(Die Angaben in Klammern beziehen sich auf den Ort und das Datum der Aufnahme.)
1. Be Quick or Be Dead (Mannheim, 15. August 1992) – 3:16
2. From Here to Eternity (Kopenhagen, 25. August 1992) – 4:19
3. Can I Play With Madness (’s-Hertogenbosch, 2. September 1992) – 4:42
4. Wasting Love (Paris, 5. September 1992) – 5:47
5. Tailgunner (Lausanne, 4. September 1992) – 4:09
6. The Evil that Men Do (Brüssel, 17. August 1992) – 5:25
7. Afraid to Shoot Strangers (Stockholm, 29. August 1992) – 6:47
8. Bring Your Daughter… to the Slaughter (Helsinki, 27. August 1992) – 5:17
9. Heaven Can Wait (Reggio nell’Emilia, 12. September 1992) – 7:28
10. The Clairvoyant (Helsinki, 27. August 1992) – 4:29
11. Fear of the Dark (Helsinki, 27. August 1992) – 7:11

## Singleauskopplung
Fear of the Dark wurde am 1. März 1993 als Single veröffentlicht. Ein weiteres Lied von A Real Live One und eine Liveversion von Hooks in You wurden als Bonustrack verwendet. Die Single erreichte in England Platz 8.
1. Fear of the Dark (Live) – 7:11
2. Bring Your Daughter… to the Slaughter (Live) – 5:11
3. Hooks in You (London, 17. Dezember 1990) – 4:06